# Dioscorea pyrenaica

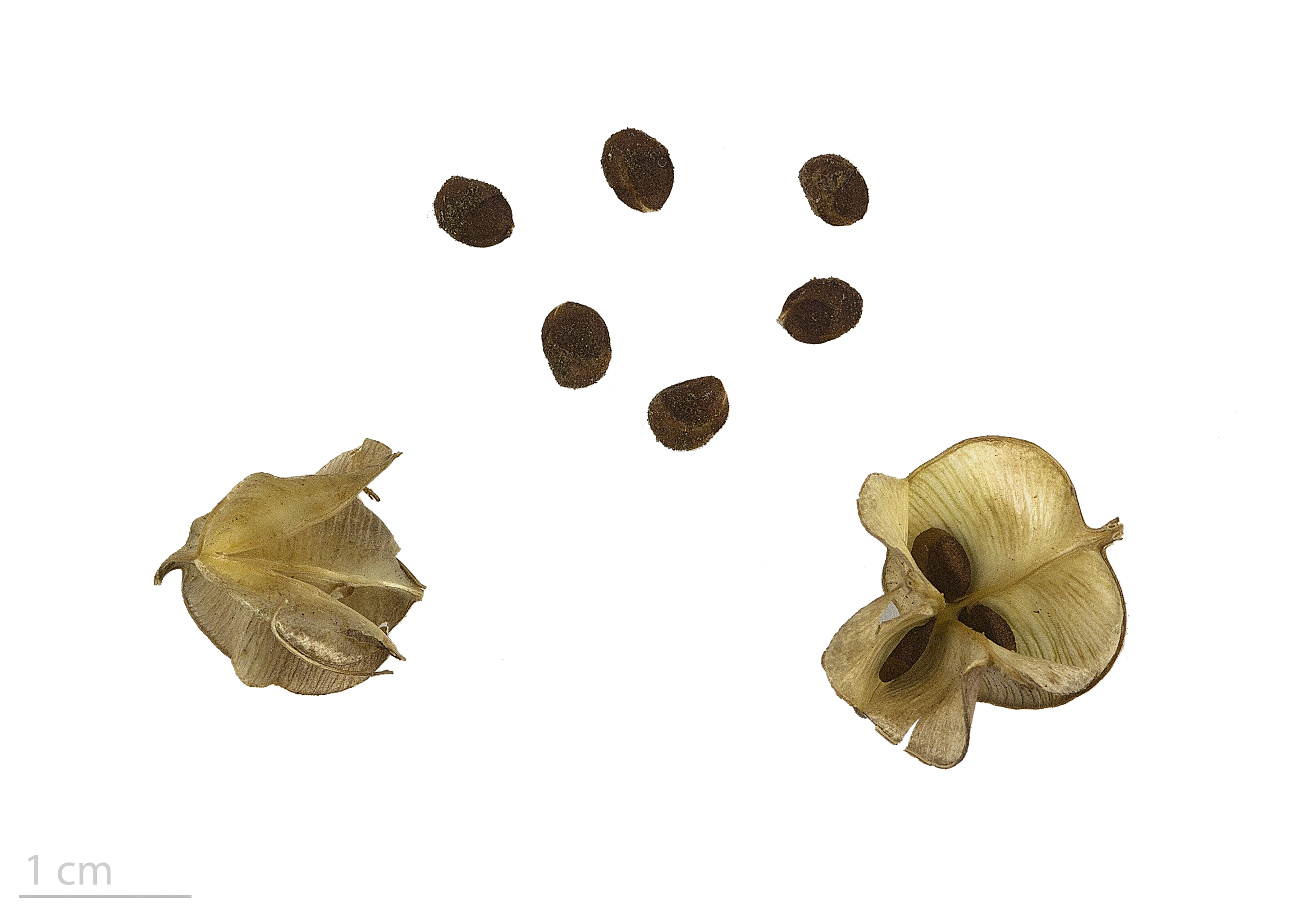
Dioscorea pyrenaica

Dioscorea pyrenaica är en enhjärtbladig växtart som beskrevs av Pietro Bubani, Bordère och Jean Charles Marie Grenier. Dioscorea pyrenaica ingår i släktet Dioscorea och familjen Dioscoreaceae. Inga underarter finns listade i Catalogue of Life.

## Bildgalleri

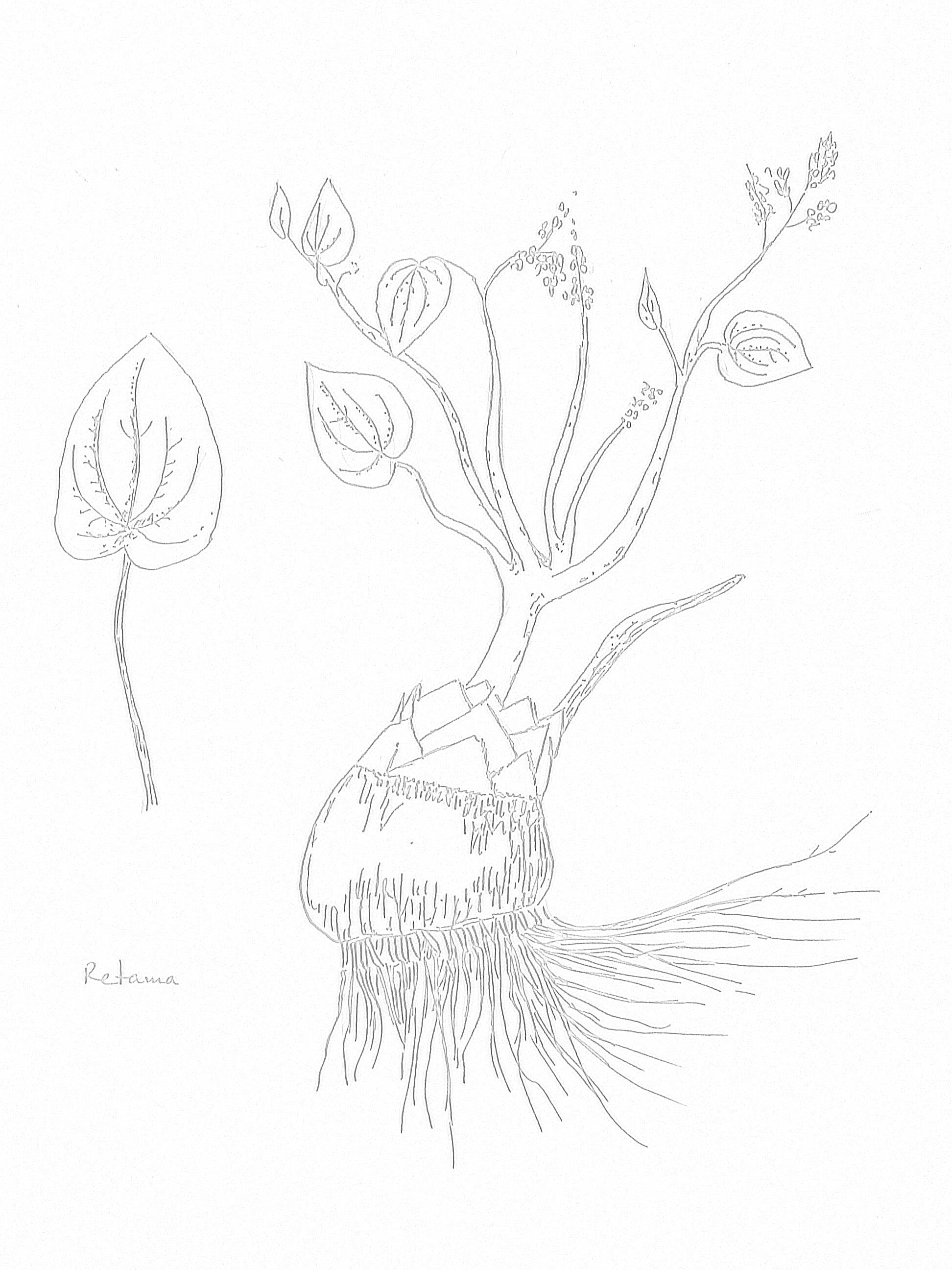